# Movimento diurno
O movimento diurno (em latim: diurnus, lit. 'diario', de dies, lit. "dia") é um termo astronômico que se refere ao movimento aparente de objetos celestes (por exemplo, o Sol e estrelas) ao redor da Terra, ou mais precisamente, movimento em torno dos dois pólos celestes, ao longo de um dia. É causado pela rotação da Terra em torno de seu eixo, de modo que quase todas as estrelas parecem seguir um caminho de arco circular chamado círculo diurno. O tempo para uma rotação completa é de 23 horas, 56 minutos e 4,09 segundos - um dia sideral. A primeira demonstração experimental desse movimento foi conduzida por Léon Foucault.

Movimento diurno do céu no solstício de Dezembro a 43°N (Bilbau, Milwaukee, Sapporo, Vladivostok...).
As estrelas representadas são: α Cma, α Car, α Boo, α Lyr, α Aur, α Cmi, α Eri, α Ori, α Aql, α Sco, α PsA, α Cyg. α Uma, α Umi e α Ari